# Велика печурка
Велика печурка (лат. Agaricus augustus) је врста печурке из породице Agaricaceae.

## Опис
- Шешир је лоптаст и прекривен смеђим љускама. Пречника је до 20 cm.[1]
- Листићи су смеђи, црвенкасти, а потом тамни.[1]
- Дршка је бела, дебела и пуна.[1]

- Месо је бело, али може да пожути, пријатног је укуса. Мирише на бадем.[1]

## Доба раста
Расте од јула до септембра.

## Мере опреза
Ову гљиву је могуће визуелно заменити са сродним врстама, али оне немају исти мирис.
|  | Опис гљиве у овом чланку није потпун нити је довољан за коректну и сигурну идентификацију гљиве. Непажњом врло лако се јестиве гљиве могу помешати са отровним. Уколико се поједу отровне уместо јестивих гљива, може доћи до тешких оштећења појединих органа, или до смрти оног који их је појео. Aко желите да скупљате гљиве, не препоручује се коришћење описа из овог чланка за препознавање, већ да се обавестите о изгледу и начину препознавања код неког стручњака за гљиве. |

Најчешце се замени са Харингачом која је сличног изгледа, али јој дршка није жилава и шупља, већ месната и мекана. Харингача је отровна и има мирис на покварену рибу. Ипак када је млада мирис је некада не одаје.